# Vishay Intertechnology
Vishay Intertechnology, Inc. es un fabricante estadounidense de semiconductores discretos y componentes electrónicos pasivos fundado por el empresario polaco Felix Zandman. Vishay tiene plantas de fabricación en Israel, Asia, Europa y América donde produce rectificadores, diodos, MOSFET, optoelectrónica, circuitos integrados seleccionados, resistencias, condensadores e inductores. Los ingresos de Vishay Intertechnology para 2018 fueron de $ 3,035 mil millones. Al 31 de diciembre de 2018, Vishay Intertechnology tenía aproximadamente 24,100 empleados a tiempo completo.
Vishay es uno de los principales fabricantes mundiales de MOSFET de potencia. Tienen una amplia gama de aplicaciones electrónicas de potencia, incluidos dispositivos de información portátiles, infraestructura de comunicaciones de Internet, circuitos integrados de potencia, teléfonos celulares y computadoras portátiles.